# Station Styków Iłżecki
Station Styków Iłżecki is een spoorwegstation in de Poolse plaats Styków.